# بدر النخلی
بدر النخلی (عربی: بدر جميل النخلي؛ زادهٔ ۲۰ مهٔ ۱۹۸۸) یک ورزشکار اهل عربستان سعودی است.
از باشگاه‌هایی که در آن بازی کرده‌است می‌توان به باشگاه فوتبال الفتح عربستان سعودی، و باشگاه فوتبال النصر عربستان سعودی، باشگاه فوتبال الفتح عربستان سعودی، و تیم ملی فوتبال عربستان سعودی اشاره کرد.
وی همچنین در تیم ملی فوتبال عربستان سعودی بازی کرده است.